# Boston Celtics 1992-1993
La stagione 1992-93 dei Boston Celtics fu la 47ª nella NBA per la franchigia.
I Boston Celtics arrivarono secondi nella Atlantic Division della Eastern Conference con un record di 48-34. Nei play-off persero al primo turno con gli Charlotte Hornets (3-1).

## Roster
| N° | Naz.                   | Ruolo | Sportivo         | Anno | Alt. | Peso |
| -- | ---------------------- | ----- | ---------------- | ---- | ---- | ---- |
| 00 | Stati Uniti (bandiera) | C     | Robert Parish    | 1953 | 213  | 104  |
| 4  | Egitto (bandiera)      | AC    | Alaa Abdelnaby   | 1968 | 208  | 109  |
| 5  | Stati Uniti (bandiera) | G     | John Bagley      | 1960 | 183  | 84   |
| 7  | Stati Uniti (bandiera) | G     | Dee Brown        | 1968 | 185  | 73   |
| 8  | Stati Uniti (bandiera) | A     | Kenny Battle     | 1964 | 198  | 95   |
| 12 | Stati Uniti (bandiera) | G     | Bart Kofoed      | 1964 | 193  | 95   |
| 20 | Stati Uniti (bandiera) | G     | Sherman Douglas  | 1966 | 183  | 82   |
| 31 | Stati Uniti (bandiera) | A     | Xavier McDaniel  | 1963 | 201  | 93   |
| 32 | Stati Uniti (bandiera) | AC    | Kevin McHale     | 1957 | 208  | 95   |
| 34 | Stati Uniti (bandiera) | GA    | Kevin Gamble     | 1965 | 196  | 95   |
| 35 | Stati Uniti (bandiera) | GA    | Reggie Lewis     | 1965 | 201  | 88   |
| 41 | Stati Uniti (bandiera) | AC    | Marcus Webb      | 1970 | 206  | 116  |
| 42 | Stati Uniti (bandiera) | AC    | Joe Wolf         | 1964 | 211  | 104  |
| 43 | Stati Uniti (bandiera) | AC    | Lorenzo Williams | 1969 | 206  | 91   |
| 44 | Canada (bandiera)      | GA    | Rick Fox         | 1969 | 201  | 104  |
| 53 | Stati Uniti (bandiera) | C     | Joe Kleine       | 1962 | 211  | 116  |
| 54 | Stati Uniti (bandiera) | A     | Ed Pinckney      | 1963 | 206  | 88   |

## Staff tecnico
- Allenatore: Chris Ford
- Vice-allenatori: Don Casey, Jon Jennings
- Preparatore atletico: Ed Lacerte